# ایگور کاتاتو
ایگور کاتاتو (انگلیسی: Ygor Catatau؛ زادهٔ ۱ ژوئیهٔ ۱۹۹۵) بازیکن فوتبال اهل برزیل است.

## عملکرد باشگاهی

### ۲۰۱۵–۲۰۱۷
ایگور که در ریودوژانیرو به دنیا آمد، محصول آکادمی جوانان مادوریرا بود و در سال ۲۰۱۵ در سن ۲۰ سالگی به تیم اصلی ملحق شد. او در ۲۶ اوت همان سال در تساوی خارج از خانه ۱–۱ در کوپا ریو (جام ایالت ریودوژانیرو) مقابل ماکائه در ۱۵ دقیقه پایانی به میدان رفت و اولین بازی خود با پیراهن مادوریرا را انجام داد، و اولین گل خود را در ۳۰ سپتامبر با زدن گل دوم در پیروزی ۲–۰ خانگی مقابل همان حریف به ثمر رساند.

### ۲۰۱۷
ایگور پس از ناکامی در تثبیت خود در ترکیب اصلی، فصل ۲۰۱۷ را به صورت قرضی در بارا د تیجوکا گذراند و بهترین گلزن باشگاه در سری‌بی۱ کامپئوناتو کاریوکا (سطح سوم لیگ ایالتی ریودوژانیرو) شد.

### ۲۰۱۸
پس از بازگشتن به مادوریرا، قبل از انتقال قرضی به بوآ اسپورت، او به‌طور منظم در فصل ۲۰۱۸ لیگ ایالتی ریودوژانیرو بازی می‌کرد.

### ۲۰۱۹
در سال ۲۰۱۹، ایگور همچنین در یک قرارداد قرضی به بارا د تیجوکا بازگشت و ۳ گل هم به ثمر رساند.

### ۲۰۲۰
او برای لیگ سطح اول ریودوژانیرو به مادوریرا بازگشت و سه گل در این رقابت به ثمر رساند.
در ۳۰ ژوئیه ۲۰۲۰، که هنوز تحت مالکیت مادوریرا بود، به‌طور قرضی ایگور در واسکو دوگاما سری آ برزیل معرفی شد. او اولین بازی خود را در این رده در ۲ سپتامبر در تساوی ۲–۲ خارج از خانه مقابل سانتوس انجام داد.

### ۲۰۲۱
پس از گذراندن مقطعی در باشگاه ورزشی ویتوریا و به ثمر رساندن ۳ گل برای این باشگاه، در ۲۴ سپتامبر ۲۰۲۱، باشگاه فوتبال بمبئی سیتی اعلام کرد که ایگور به صورت قرضی یک فصل به باشگاه در سوپر لیگ فوتبال هند پیوسته است. او اولین گل خود را برای بمبئی سیتی مقابل باشگاه فوتبال گوا در ۲۲ نوامبر در برد ۳–۰ به ثمر رساند. او دومین گل خود را در برابر باشگاه فوتبال بنگالورو در ۴ دسامبر در برد ۳–۱ آنها به ثمر رساند.

### ۲۰۲۲
در ابتدای فصل ۲۰۲۲–۲۳ ایگور کاتاتو با قراردادی قرضی به سامپایو کورئا در سری بی برزیل پیوست.

### ۲۰۲۳
پس از اتمام قرارداد قرضی کاتاتو با سامپایو کورئا و به پایان رسیدن قرارداد او با مادوریرا او در نقل و انتقالات نیم فصل ۰۲–۱۴۰۱ لیگ برتر خلیج فارس با قراردادی ۲٫۵ ساله به سپاهان پیوست. وی اولین بازی خود را در تاریخ ۱۲ بهمن ۱۴۰۱ مقابل گل گهر سیرجان انجام داد.